# Rudgea reducticalyx
Rudgea reducticalyx är en måreväxtart som beskrevs av John Duncan Dwyer. Rudgea reducticalyx ingår i släktet Rudgea och familjen måreväxter.
Artens utbredningsområde är Costa Rica. Inga underarter finns listade i Catalogue of Life.